# Александрос Хрисафос
Александрос Хрисафос (грч. Αλέξανδρος Χρύσαφος) је био грчки пливач, који је учествовао на Олимпијским играма 1896.
Хрисафос се такмичио у пливању дисциплина 100 метара слободно. Његов резултат није познат, као ни које је место заузео. Зна се само да се пласирао између трећег и десетог места.